# ウジェーヌ・ルイ・ブーヴィエ

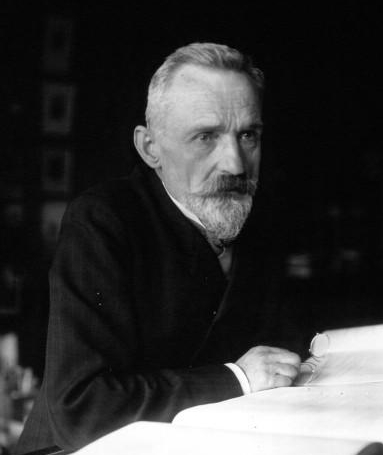
ウジェーヌ・ルイ・ブーヴィエ

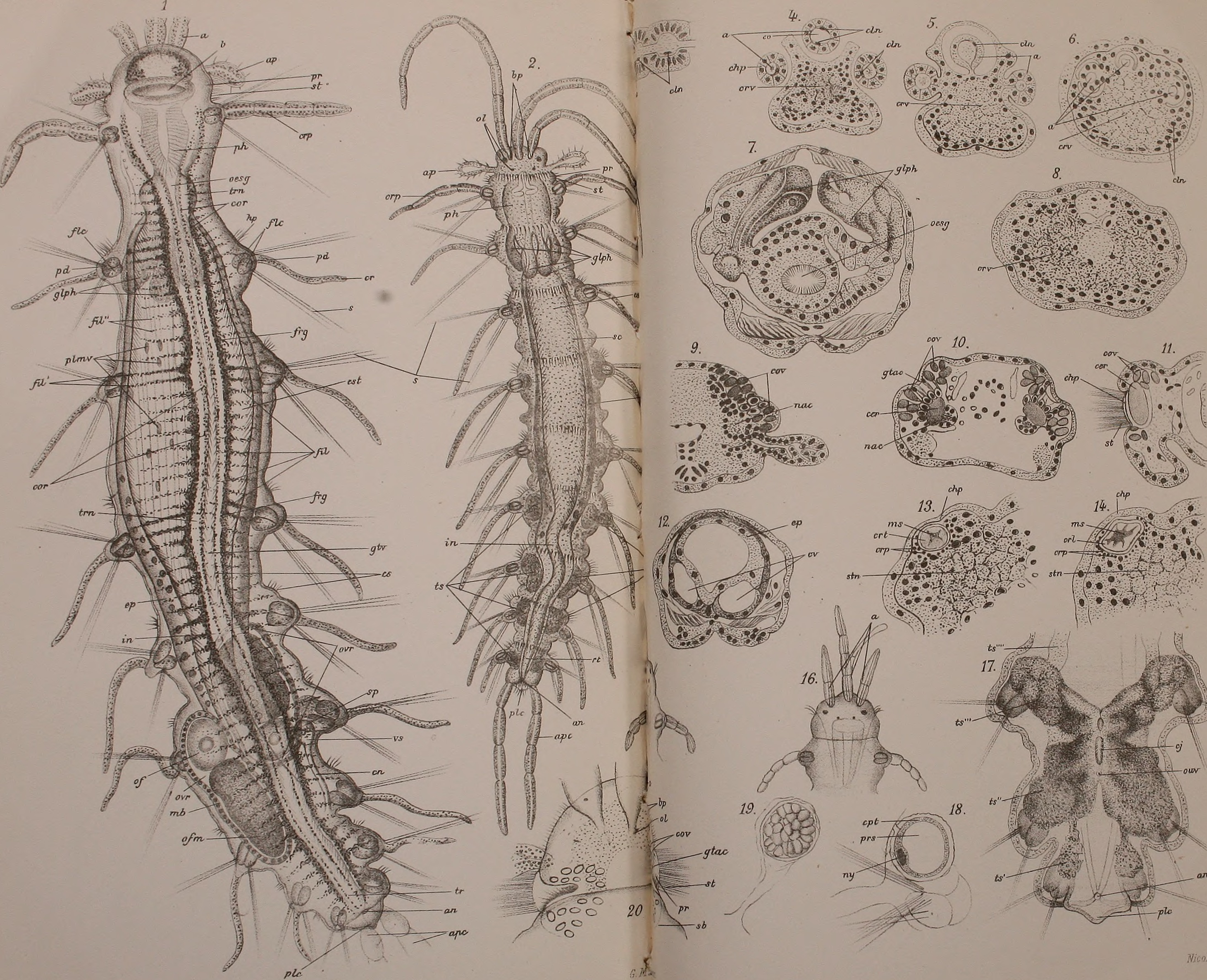
著作の図版

ウジェーヌ・ルイ・ブーヴィエ（Eugène Louis Bouvier、1856年4月9日 - 1944年1月14日)はフランスの動物学者である。昆虫学、海洋生物（甲殻類）を専門とした。パリ国立自然史博物館の教授などを務めた。

## 略歴
ジュラ県のサン＝ローラン＝アン＝グランヴォーで生まれた。ロン＝ル＝ソーニエの師範学校を卒業し、各地で教師をした。1882年からパリ国立自然史博物館で、研究員(boursier)として、アルフォンス・ミルヌ＝エドワールやエドモン・ペリエのもとで研究した。ミルヌ＝エドワールとフランスの深海調査船、トラヴァイエ号とタリスマン号が集めた海洋生物の研究を行った。
1887年に甲殻類、軟体動物の分野の分類学的研究で、博士号を取得し、1889年からパリ薬学高等学院（Ecole supérieure de pharmacie de Paris）の准教授となり、1895年から自然史博物館の博物学の教授職となり、1917年から昆虫学の教授を務めた。1931年まで昆虫学の教授を務めて、その職をルネ・ジャネル(René Jeannel)に譲った。
初期の研究は甲殻類と軟体動物の進化の問題を研究し、アリなどの社会性昆虫の行動学や、感覚器官の研究も行った。
1902年にフランス科学アカデミーの会員に選ばれ、1925年にはアカデミーの会長を務めた。1922年にはレジオンドヌール勲章を受勲した。1894年にはフランス動物学会の会長、1897年にフランス昆虫学会の会長を務めた。南極大陸のブーヴィエ山(標高2070m)はブーヴィエに因んで名づけられた。

## ブーヴィエに献名された動物の種
- Procambarus bouvieri - 十脚目 アメリカザリガニ科
- Hemidactylus bouvieri - 有鱗目 ヤモリ科
- Rissoina bouvieri - 腹足綱 タマキビ型類
- Eumetula bouvieri - 腹足綱 ミツクチキリオレガイ超科
- Procolobus bouvieri - 霊長目 オナガザル科 アカコロブス属
- Cyphocaris bouvieri - 端脚目 ネコゼヨコエビ科
- Cinnyris bouvieri - スズメ目 タイヨウチョウ科 キフサタイヨウチョウ
- Scotopelia bouvieri - フクロウ目 フクロウ科 タテジマウオクイフクロウ
- Messor bouvieri ‐ 膜翅目 アリ科
- Peripatus bouvieri - 有爪動物 ペリパツス科

## 著作
- Recherches sur les affinités des Lithodes & des Lomis avec les Paguridés (1895)
- Nouvelles observations sur les glaucothoés (1905)
- Vie psychique des insectes (1918)
- Habitudes et Métamorphoses des insectes (1919)
- Le Communisme chez les insectes (1926)
- Monographie des lépidoptères saturnides (1934)
- Décapodes marcheurs de la faune de France (1940)
- Notice sur les travaux scientifiques de M. E-L. Bouvier, professeur au Muséum d'histoire naturelle. Imp. typographique et lithographique Le Bigot Frères, 1901.